# Vela latina

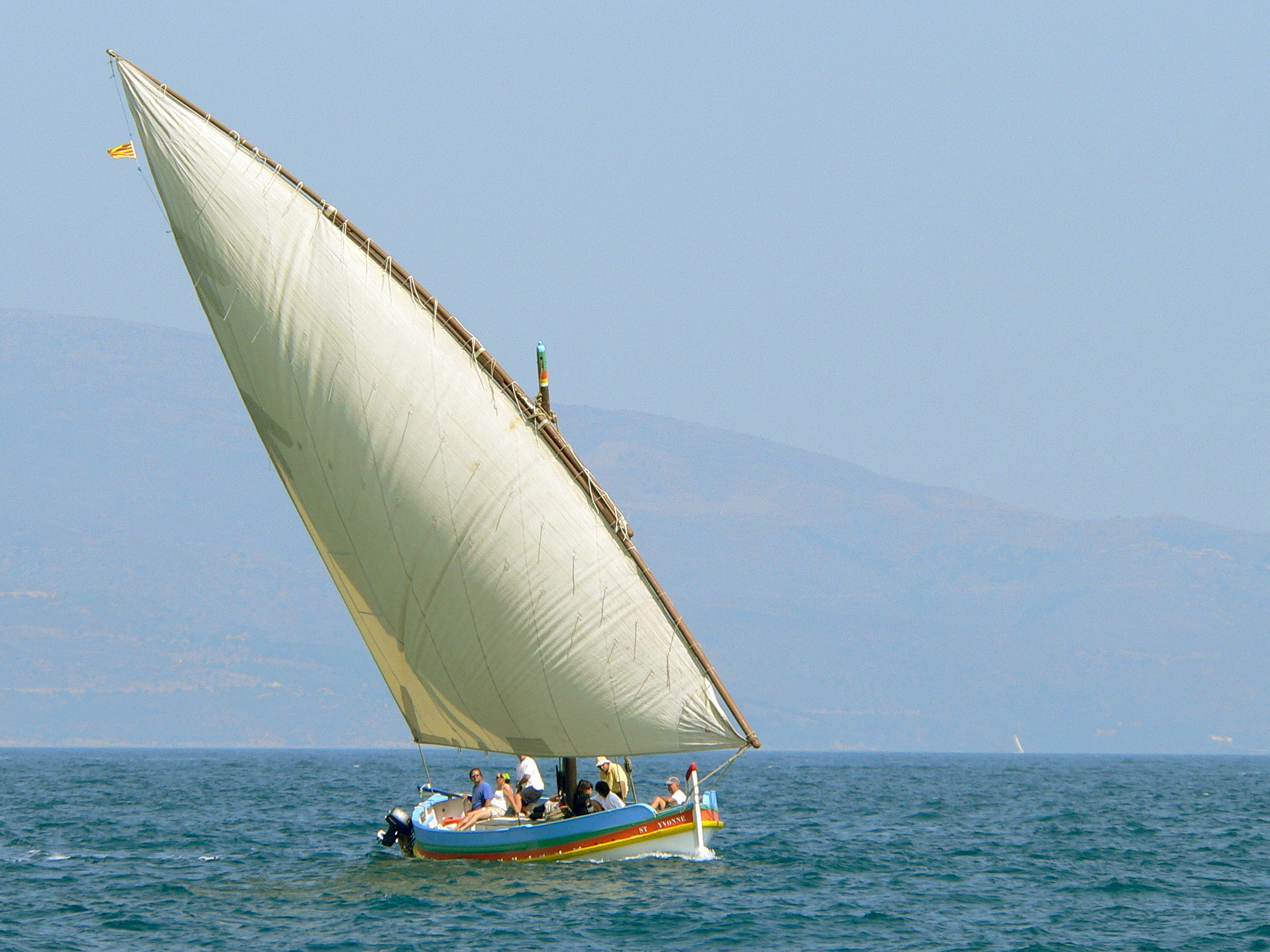
Llagut con vela latina en el Mediterráneo.

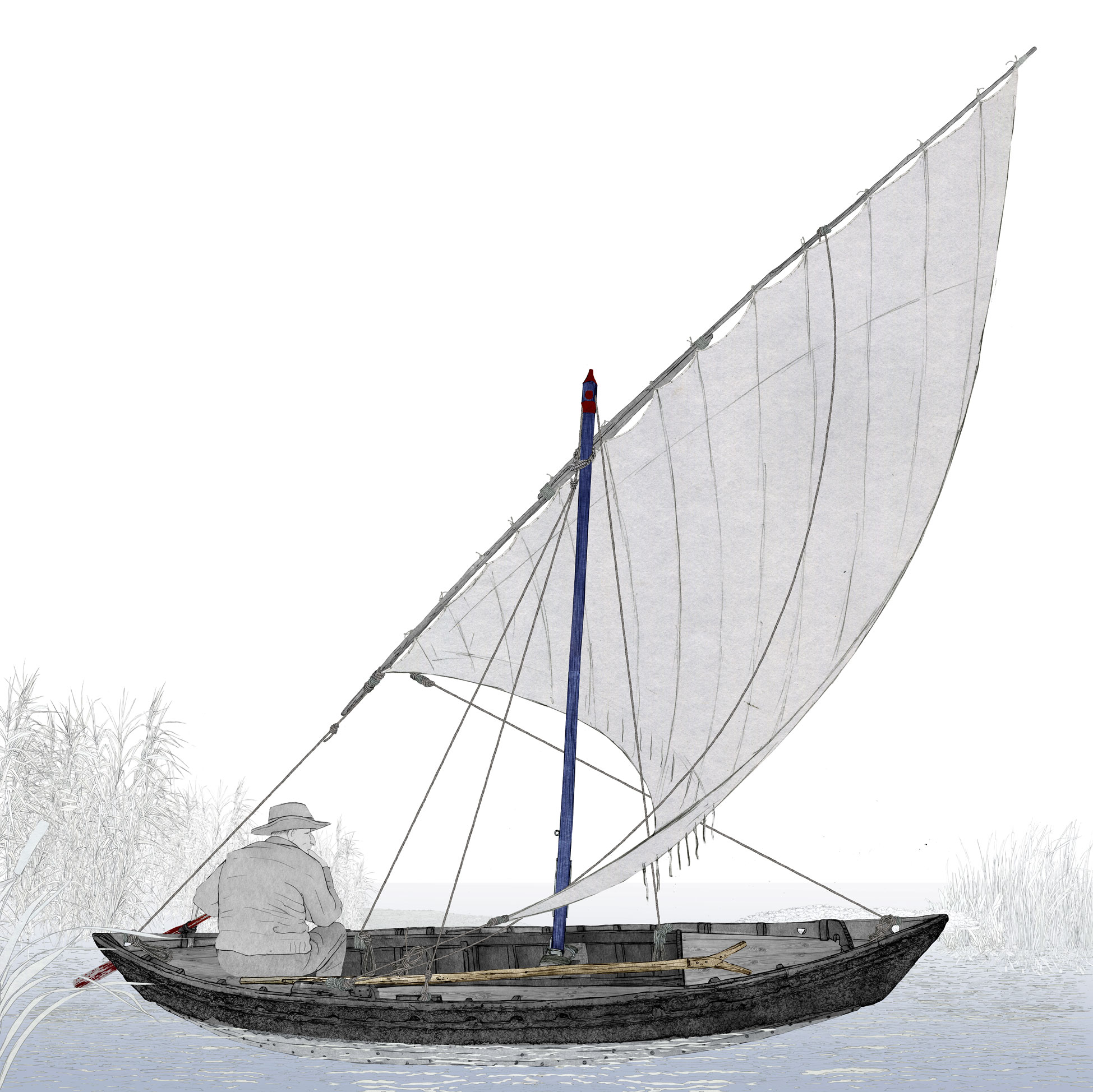
Vela latina.

En náutica, la  vela latina  es un tipo de vela de cuchillo, o triangular, diseñada para propulsar a la embarcación por el viento.

## Descripción
La vela latina se enverga en una percha que recibe el nombre de entena. Esta entena puede estar formada por una, dos o tres piezas. La parte más segura y gruesa y que queda abajo y a proa, recibe el nombre de car y la parte más delgada, que queda a popa y alta, recibe el nombre de pena. Si la entena es de una embarcación grande o ya es un poco vieja, puede llevar una tercera pieza, para reforzarla, llamada quimelca. También como vela marítima.
Car, pena y quimelca se unen con unos cabos delgados.
Los tres lados de la vela latina reciben estos nombres:
- grátil o caída de proa, el lado donde va envergada la vela a la entena,
- pujamen o falda el lado que queda abajo, por así decirlo dentro de la barca,
- baluma o caída de popa, que es vertical y marca la altura de la vela.

Los tres puños de la vela reciben el nombre de donde van atados, así el puño de car es el de proa, el puño de pena es el que queda en alto y el puño de escota es donde se liga dicho cabo.
En el grátil hay una hilera de ojos pequeños que sirven para envergar la vela en la entena con la ayuda de unos jefes cortos y delgados llamados "botafions" o "matafiones".
La entena donde se enverga la vela puede ser de largo variable en función de las características de la embarcación. La entena va fijada al palo por dos bandas, por el "amante", que sirve para izarla y por un "estrobo", la moño, que sirve para fijarla al palo. En el puesto de la entena se fijan dos jefes delante, que sirven para controlar la inclinación de la entena, y el "orsapop" u "orzapopa", que sirve para sacar el car de la entena hacia fuera o hacia popa de la barca, y a la misma vez consigue que el puño de pena se alce más. Si la longitud de la entena es considerable, se liga un jefe llamado osta, que sirve para reforzar la pena cuando hay vientos frescos, el fin de reforzarla es que no se separe ni se quiebre el pena. Es considerada una embarcación musulmana, en el Mediterráneo adoptó el nombre de vela latina.
Una variante de la vela latina es la vela de martillo, también llamada mística, de forma trapezoidal. Se utilizaba en embarcaciones pequeñas, como a veces en el bote, porque necesitaba menos maniobras en navegar de ceñida o haciendo virajes constantes.

## Historia
Con testimonios de su uso desde el siglo II a. C. en el Mediterráneo oriental, se extendería paulatinamente a medida que se establecen colonias y factorías griegas y fenicias.
Hoy vive un renacer en todo el Mediterráneo. La regata de Stintino en Cerdeña es el evento que desde hace 25 años ha popularizado, a nivel internacional el mundo de la vela latina y desde entonces decenas de eventos han seguido esta inspiración. Desde 2005, en Marina di Pisciotta, provincia de Salerno, en la región de Campania (Italia), se realiza una regata llamada "TRE TORRI" para embarcaciones a vela latina. En Torrevieja, una ciudad de la provincia española de Alicante, la asociación de vela latina de Torrevieja, celebra anualmente una regata el 8 de diciembre por las fiestas de Torrevieja.
En la Región de Murcia,  existe una actividad creciente y dinamizadora de la tradicional vela latina. En el club náutico Santa Lucía, Cartagena, se celebran regatas a lo largo del año, en festivos y fines de semana , con abundante participación  de barcos en 21 palmos,  entre 10 y 15 naves.
El Mar Menor, es otro punto que se suma a la tradición,  con regatas  de 42 palmos en verano en los Nietos,  y 33 palmos de reciente introducción 2016, el Club Náutico la Puntica.
En Cataluña también hay diversas asociaciones de barcas de vela latina. En El Masnou, Arenys de Mar, Calella de Palafrugell y Calafell, entre otras.